# 文正草子
文正草子（ぶんしょうぞうし）とは、室町時代に成立した御伽草子の1つ。塩売文正・塩焼文正・ぶん太物語などの異名がある。全3冊。主人公の文正が立身出世して、娘たちも良縁に恵まれると言う話は、祝儀物として特に婦女子からは歓迎され、正月の吉書の題材や嫁入り道具の1つとして重宝された。また、物語の内容を絵巻にした文正草子絵巻（ぶんしょうぞうしえまき）は、安土桃山時代以後広く世間に流布されていった。更に江戸時代に渋川清右衛門が御伽文庫23種を選んだ際には筆頭に掲げられるなど、広く知られていた。

## あらすじ
常陸国の鹿島大明神の大宮司に仕えていた雑色の文太はある日突然大宮司に勘当され、その後塩焼として財産をなして「文正つねおか」と名乗る長者となる。後に鹿島大明神の加護で2人の美しい娘を授かるが、ある日姉は旅の商人と結ばれてしまう。だが、その商人は姉妹の美しさを伝え聞いた関白の息子である二位中将の変装であった。姉は中将に伴われて上洛すると、今度はその評判を聞いた帝によって文正夫妻と妹が召し出された。妹は中宮となり、姉も夫の関白昇進で北政所となってそれぞれ子供に恵まれ、宰相に任ぜられた文正とその妻も長寿を保ったという。